# Ley de rendimientos acelerados
En futurología e historia de la tecnología, el cambio acelerado es un incremento en la tasa de progreso tecnológico (y a veces también social y cultural) a lo largo de la historia, que podría producir cambios más rápidos y profundos en el futuro. Aunque ha sido desarrollada por muchos otros, la ley está estrechamente asociada con las ideas y escritos de Raymond Kurzweil, especialmente en relación con sus teorías sobre la singularidad tecnológica.

## Teorías iniciales
En 1958, Stanisław Ulam escribió refiriéndose a una conversación con John von Neumann:

Una conversación se centraba en el cada vez más rápido avance de la tecnología y en los cambios en la forma de vida humana, que sugiere la aproximación de una singularidad esencial en la historia de la raza humana más allá de la cual la vida humana, tal como la conocemos, no tiene continuidad.

En su libro "Mindsteps to the Cosmos", Gerald S. Hawkins alumbra su noción de mindsteps: cambios radicales e irreversibles de los paradigmas o visiones del mundo. Hawkins identificó cinco 'mindsteps' distintos en la historia de la humanidad y la tecnología que venían acompañados de estas nuevas visiones del mundo: la invención de las imágenes, la escritura, las matemáticas, la imprenta, el telescopio, el cohete, el ordenador, la radio, la televisión... "Cada una de ellas lleva la mente colectiva más cerca de la realidad, una etapa más allá en su compresión de la relación entre los seres humanos y el cosmos". Hawkins advirtió: "El periodo de espera entre mindsteps se está haciendo más corto. No se puede hacer nada para notar la aceleración". La "ecuación de mindstep" de Hawkins cuantificaba esto y daba fechas para futuros mindsteps. La fecha del próximo mindstep (el quinto de una serie que comienza en 0) se daría en 2021, con dos mindsteps más sucesivamente más cercanos, hasta el límite de la serie, en 2053. Sus especulaciones se aventuraban más allá de lo tecnológico:

Los mindsteps... parecen tener ciertas cosas en común (una nueva y extendida perspectiva humana; inventos relacionados en el área de las comunicaciones y los memes; y la apertura de un largo periodo de espera hasta el siguiente mindstep). De ninguno de los mindsteps puede decirse que se haya anticipado verdaderamente y la mayoría se resistieron en sus etapas iniciales. Una mirada al futuro podría, igualmente, pillarnos desprevenidos. Podríamos tener que forcejear con un presente inconcebible, con conceptos y descubrimientos impactantes.

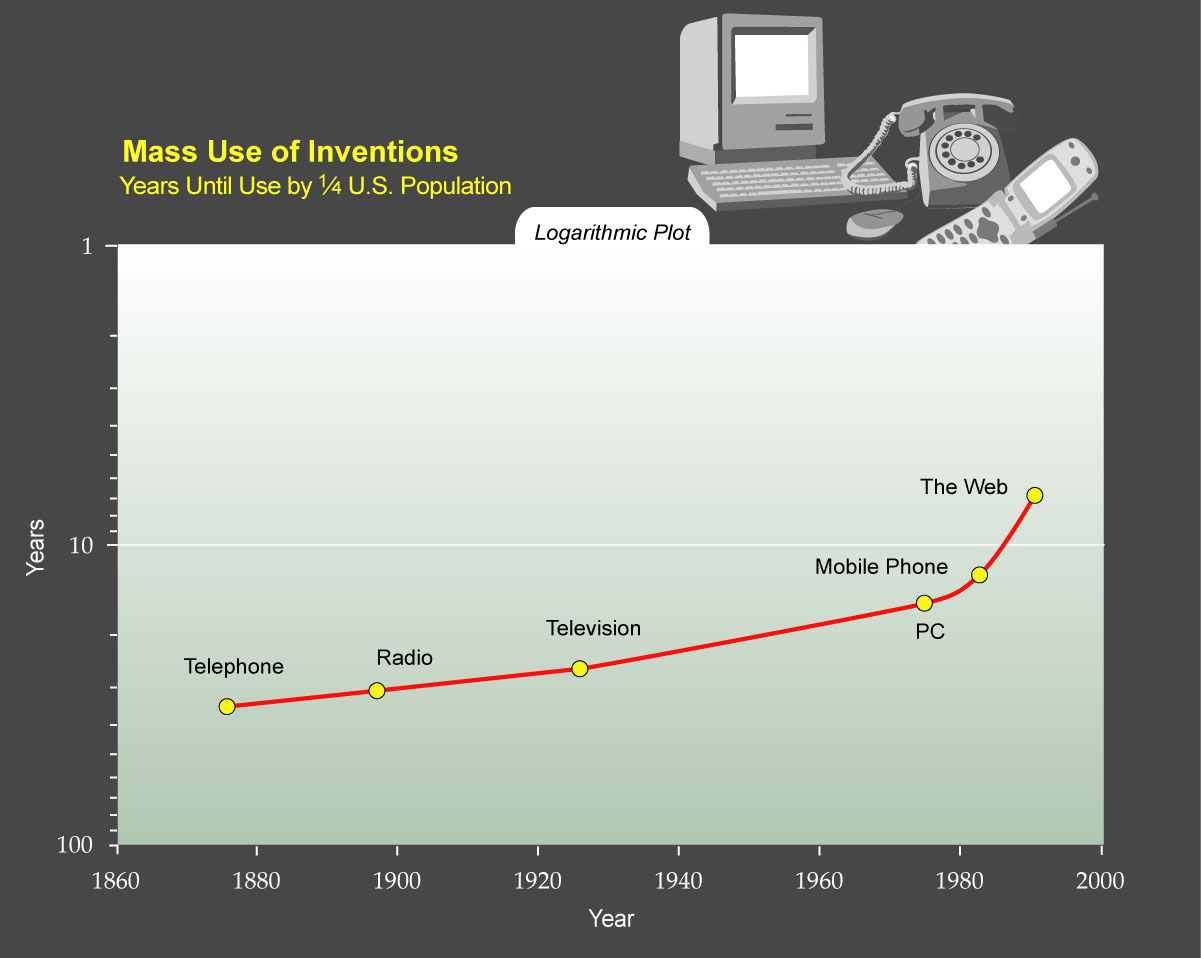
Uso extendido de los inventos: Años hasta el uso por un cuarto de la población de EE. UU.

Desde finales de los 70, otros como Alvin Toffler (autor de Future Shock), Daniel Bell y John Naisbitt han desarrollado teorías sobre sociedades postindustriales. Estos autores sostienen que la era industrial está llegando a su fin y los servicios y la información están suplantando la industria y los bienes económicos. Algunas visiones más radicales de la sociedad postindustrial, especialmente en la ficción, elucidan la eliminación de la escasez.
Muchos sociólogos y antropólogos han elaborado teorías que tratan sobre la evolución social y cultural. Algunos como Lewis H. Morgan, Leslie White y Gerhard Lenski declaran que el progreso tecnológico es el factor primario que conduce el desarrollo de la civilización humana.
El concepto de Morgan de las tres principales etapas de la evolución (salvajismo, barbarie y civilización) podría estar dividido en hitos tecnológicos, como fuego, arco (arma) y alfarería en la era salvaje; domesticación de animales, agricultura y metalurgia en la era de la barbarie y el alfabeto y la escritura en la era de la civilización.
En lugar de inventos específicos, White sostuvo que la medida para juzgar la evolución de la cultura era la energía. Para White, la "función primaria de la cultura" es "aprovechar y controlar la energía". White diferencia cinco etapas del desarrollo humano: en la primera, la gente usa la energía de sus propios músculos; en la segunda, la de la domesticación de animales; en la tercera, usan la energía de las plantas (revolución neolítica); en la cuarta, aprenden a usar la energía de los recursos naturales: carbón, petróleo, gas...; en la quinta, se aprovecha la energía nuclear. Craig Brownell sugiere que habría una sexta etapa en esta serie: el uso de la energía del punto cero para la propulsión, si no es ya una fuente de energía.  No en vano, hay una gran controversia acerca de si el efecto Casimir podría ser explotado.

Patentes otorgadas en EE. UU. (1870-2005).

White presentó la fórmula P = ET, donde E es una medida de la energía consumida y T es una medida de la eficiencia de los factores técnicos que usan la energía. En sus palabras, "la cultura evoluciona del mismo modo que la cantidad de energía aprovechada per capita por año se incrementa o al tiempo que aumenta la eficiencia de los medios instrumentales para poder utilizar la energía." El astrónomo ruso Nikolái Kardashov extrapoló esta teoría para crear la Escala de Kardashov, que categoriza el uso de la energía por civilizaciones avanzadas. Una esfera de Dyson (estructura en la que una civilización aprovecharía toda la energía de una estrella) es el Tipo II en esta escala y la humanidad está en la actualidad alrededor de 0,72 (por debajo del Tipo I, en el que se aprovecharía toda la energía del planeta).
Lenski hace un acercamiento más moderno y se centra en la información. Cuanta más información y conocimiento (especialmente encaminado al entorno natural) ) tiene una sociedad dada, más avanzada es. Lenski identifica cuatro etapas del desarrollo humano, basadas en los avances en la historia de la comunicación. En la primera etapa, la información se transmite por los genes. En la segunda, cuando los humanos adquieren la inteligencia, pueden aprender y transmitir información por experiencia. En la tercera, los humanos comienzan a usar señales y desarrollan la lógica. En la cuarta, pueden crear símbolos, desarrollan el lenguaje y la escritura. Los avances en las tecnologías de la comunicación se traducen en avances en los sistemas económicos y políticos, distribución de los bienes, igualdad y otros ámbitos de la vida social. Lenski también diferencia sociedades basadas en su nivel de tecnología, comunicación y economía: (1) cazadores y recolectores, (2) agricultura simple, (3) agricultura avanzada, (4) industria y (5) especial (como las sociedades basadas en la pesca).

## Kurzweil y laLey de rendimientos acelerados
Kurzweil en su ensayo de 2001 La ley de rendimientos acelerados extiende la ley de Moore para describir un crecimiento exponencial del progreso tecnológico. La ley de Moore describe un patrón de crecimiento exponencial en la complejidad de circuitos semiconductores integrados. Kurzweil extiende esto para incluir tecnologías futuras que distan de los circuitos integrados. Siempre que una tecnología alcance cierto tipo de barrera, según Kurzweil, se inventará una nueva tecnología para permitirnos cruzar esa barrera. Cita numerosos ejemplos del pasado para sostener su aseveración. Kurzweil predice que tal revolución será cada vez más común, llevando a "cambios tecnológicos tan rápidos y profundos que representarán una ruptura en el tejido de la historia humana". Kurzweil cree que la "ley de rendimientos acelerados" implica que ocurrirá una singularidad tecnológica antes del fin del siglo XXI, hacia 2045.
El ensayo comienza:

Un análisis de la historia de la tecnología muestra que el cambio tecnológico es exponencial, al contrario de la visión 'lineal intuitiva' del sentido común. Así que no experimentaremos cien años de progreso en el siglo XXI, sino que serán más como 20.000 años de progreso (al ritmo de hoy). Los 'rendimientos', tales como la velocidad de los chips y la relación coste-efectividad, también se incrementarán exponencialmente. En el plazo de unas pocas décadas, la inteligencia de las máquinas sobrepasará la inteligencia humana, llevándonos a la singularidad (cambios tecnológicos tan rápidos y profundos que representen una ruptura en la estructura de la historia humana). Las consecuencias incluyen el surgimiento de inteligencia biológica y no biológica, software inmortal basado en humanos y niveles de inteligencia ultra-elevados que se expandirán hacia el universo a la velocidad de la luz.
Raymond Kurzweil

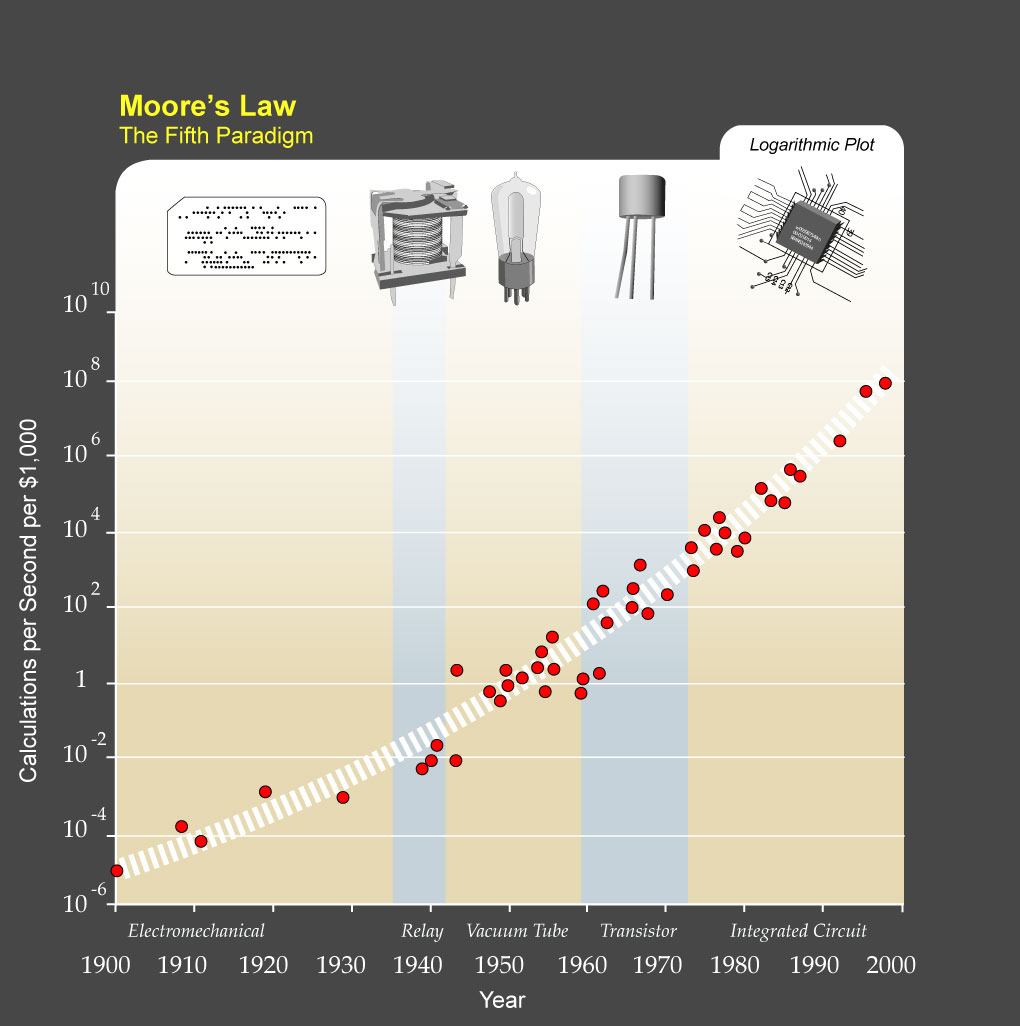
Ley de Moore extendida a otras tecnologías.

La Ley de Rendimientos Acelerados ha alterado de muchas formas la percepción pública de la Ley de Moore. Es una creencia común (aunque errónea) que la Ley de Moore hace predicciones que contemplan todas las formas de tecnología, cuando en realidad sólo concierne a los circuitos semiconductores. Muchos futuristas todavía usan la Ley de Moore para describir ideas como las expuestas por Kurzweil y otros.
De acuerdo con Kurzweil, desde los inicios de la evolución, formas de vida más complejas han evolucionado exponencialmente más rápido, con intervalos cada vez más cortos entre la emergencia de formas de vida radicalmente nuevas, tales como los seres humanos, que tienen la capacidad de fraguar (diseñar con eficiencia intencionadamente) nuevos rasgos que reemplazan los mecanismos relativamente ciegos de la selección por eficiencia de la evolución. Por extensión, la tasa de progreso técnico entre los humanos también se ha incrementado exponencialmente, así como descubrimos formas más eficientes de hacer las cosas, también descubrimos formas más eficientes de aprender, como el lenguaje, los números, el lenguaje escrito, la filosofía, el método científico, los instrumentos de observación, los dispositivos de recuento, las calculadoras mecánicas, los ordenadores, cada uno de estos importantes avances en nuestra habilidad para acumular información ocurren cada vez más cerca uno del otro. Ya en el plazo de sesenta años, la vida en el mundo industrializado ha cambiado casi más allá de lo reconocible, excepto para los recuerdos de quienes nacieron en la primera mitad del siglo XX. Este patrón culminará en un progreso tecnológico inimaginable en el siglo XXI, llevándonos a una singularidad. Kurzweil desarrolla esta visión en sus libros La era de las máquinas espirituales y La singularidad está cerca.

## Críticas
Se afirma que el crecimiento exponencial del progreso tecnológico podría llegar a ser lineal, moderarse, o allanarse siguiendo una curva de crecimiento limitado. En este modelo, en lugar de una aceleración global del progreso, la tecnología avanzaría a saltos donde quiera que hubiera humanos interesados en ello y se pararía donde no hubiese un beneficio suficientemente grande para sacarle provecho. Como consecuencia, la secuencia de cambios nunca se pondría tan empinada como para constituir una singularidad.
Algunos ejemplos de grandes intereses humanos en la tecnología que favorecerían este avance son la revolución de los ordenadores o proyectos gubernamentales masivos como el Proyecto Manhattan y el Proyecto Genoma Humano. La fundación que organiza el Premio del Ratón Matusalén cree que los estudios sobre el envejecimiento podrían constituir la base de uno de estos proyectos masivos, si se da el caso de que el envejecimiento celular de los ratones se hace lento o, incluso, se revierte.
Theodore Modis y Jonathan Huebner han argumentado, cada uno desde distinta perspectiva, que la tasa de innovación tecnológica no sólo ha cesado de incrementarse, sino que, de hecho, en la actualidad está descendiendo. La validez de sus conclusiones ha sido criticada por John Smart.
Elegir "hitos" tecnológicos, definir el "crecimiento" tecnológico y ejercicios semánticos similares incluyen a menudo una considerable subjetividad y son, por consiguiente, fácilmente criticados. Por ejemplo, se puede afirmar que los inventos son generalmente creados por una población fija de inventores a una tasa constante, independientemente de su destreza tecnológica actual y, por consiguiente, el "progreso" tecnológico es en realidad una función del crecimiento poblacional, no de invenciones pasadas.
De hecho, la singularidad tecnológica es precisamente una de las pocas singularidades detectadas a lo largo del análisis de una serie de características del desarrollo del Sistema-mundo, por ejemplo, respecto a la población mundial, el PIB y algunos otros índices económicos. Se ha mostrado que el patrón de crecimiento hiperbólico de la demografía mundial, la economía, la cultura, la urbanización y el desarrollo tecnológico (observado durante siglos, si no milenios, antes de 1970) podría explicar de forma bastante simple, la retroalimentación positiva no lineal de segundo orden , que se mostró hace tiempo para generar precisamente el crecimiento hiperbólico, conocido también como el "régimen de inflado"  (implicando precisamente singularidades de tiempo finito). En nuestro caso, esta retroalimentación positiva de segundo orden no lineal tiene el aspecto siguiente: más gente - más inventores potenciales - crecimiento tecnológico más rápido - la capacidad de carga de la Tierra crece más rápido - la población crece más rápido - más gente - más inventores potenciales - crecimiento tecnológico más rápido... y así, sucesivamente. Por otra parte, esta investigación ha mostrado que desde 1970 el Sistema-Mundo nunca más se desarrolla hiperbólicamente, su desarrollo diverge cada vez más del "régimen de hinflado" y en la actualidad se está desplazando "desde la singularidad", más que "hacia la singularidad".
Juergen Schmidhuber llama la Singularidad Omega al punto omega de Teilhar de Chardin (1916). Para Omega = 2040, dice la serie Omega - 2n longitudes de la vida humana (n<10; una longitud de la vida humana = 80 años) coincidirán bruscamente los eventos más importantes de la historia de la humanidad. Pero también cuestiona la validez de tales listas, sugiriendo que simplemente reflejan una regla general para "ambos, la memoria individual de un individuo y la memoria colectiva de sociedades completas y sus libros de historia: amontonamientos constantes de espacio en memoria son destinados a intervalos de tiempo adyacentes, exponencialmente mayores, cada vez más lejos en el pasado". Sugiere que esta puede ser la razón "por la que nunca ha habido una escasez de profetas prediciendo que el final está cerca - los eventos importantes del pasado, de acuerdo con el punto de vista personal, parecen acelerarse exponencialmente."

## Galería
Kurzweil creó los siguientes gráficos para ilustrar sus predicciones relacionadas con la "Ley de Rendimientos Acelerados".

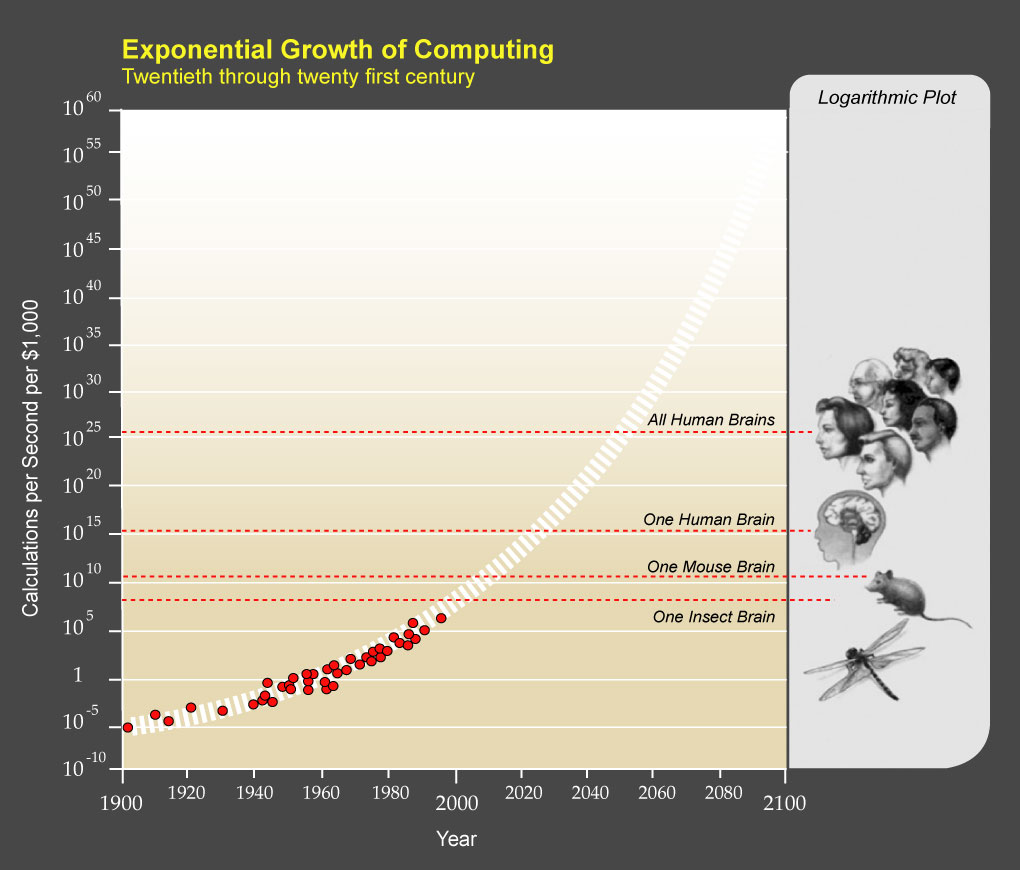
La potencia de los ordenadores crece exponencialmente
Crecimiento exponencial en la potencia de los supercomputadores